# Cratere Tignish
Tignish  è un cratere sulla superficie di Marte.